# Alkehol
Alkehol je česká rocková hudební skupina založená v roce 1992.

## Historie
Nápad na založení skupiny se objevil již v roce 1991, kdy se Ota Hereš a Petr Buneš, tehdy kytaristé thrashmetalové skupiny Kryptor, rozhodli složit ne-trashmetalové písně s hospodskými texty. Ústředním místem, kde svou tvorbu konzultovali, byla pražská restaurace „Na Slamníku“. Demo pojmenované „Hospodo, nalejvej“ dokončené 25. ledna 1992 již pod názvem Alkehol obsahovalo 12 skladeb a bylo nabídnuto nahrávací firmě Monitor, která nabídku přijala.
První album skupiny Alkehol bylo nahráno v dubnu 1992 v nahrávacím studiu a ke dvanácti skladbám uvedeným již na demu přibyly další tři písně. Album vyšlo pod názvem Alkehol 8. června 1992, a brzy se dostalo do první dvacítky nejprodávanějších titulů tehdejší federální TV hitparády.[zdroj?] Kromě dvou hudebníků Alkeholu se na nahrávání podílel Filip Robovski (2 x basa) a Lou Fanánek Hagen (zpěv v písni Dejvice a O chlastu).
Kvůli množícím se nabídkám ke koncertování si dva zakládající členové přibrali do souboru své kamarády: bubeníka Martina Melmuse (ex-Törr), a na basové struny se adaptoval Tonda Rauer (tehdy kytara u Brian). V této sestavě již kapela v září 1992 nahrává píseň „Okno mé lásky“ na sampler …dej mi víc Olympic… 
První koncert se odehrál 30. října 1992 v Duchcově, kde Alkehol předskakoval skupině Kabát.
Úspěch skupiny pokračoval vydáním desky S úsměvem se pije líp v roce 1993, která vyhrála televizní hitparádu[zdroj?] a po které skupina koncertovala ve vyprodaném sále Lucerna v Praze.
Od té doby odehrála skupina Alkehol stovky koncertů, zúčastnila se řady festivalů a vydala níže uvedené desky. V roce 2002 změnil Alkehol vydavatelství a přešel k Sokol's Power Voice Music, kde jako první vyšla deska Planeta vopic.
Kapela nahrála také několik hymen pro sportovní kluby např. v roce 1992 pro fotbalový tým AC Sparta Praha, v roce 2008 pro hokejový tým HC Kometa Brno a v současné době používá nástupovou hymnu od této kapely také hokejová HC Slavia Praha nebo fotbalový klub SK Rakovník.
Ota Hereš, Jan „Bart“ Bartoš a Radek Sladký hrají v metalové kapele Törr. A bývalý baskytarista Tonda Rauer se rozhodl po dlouhé době hrát pouze na kytaru v rockové kapele Harlej.

## Sestava
Současní členové kapely
- Ota Hereš – zpěv, kytara (od 1992)
- Petr „Kuna“ Buneš – kytara (od 1992)
- Jan „Bart“ Bartoš – baskytara (od 2017)
- Radek Sladký – bicí (od 2015)

Bývalí členové
- Martin Melmus – bicí (1992–2015)
- Tonda Rauer – baskytara (1992–2017)

## Diskografie
1. Alkehol - 1992 (pouze Buneš a Hereš), seznam skladeb
2. S úsměvem se pije líp - 1993, seznam skladeb
3. Alkeholism - 1994, seznam skladeb
4. Na zdraví - 1995, seznam skladeb
5. Odpočívej v pokoji - 1996, seznam skladeb
6. 100% - 1997, seznam skladeb
7. Alkohol, to je moje milá - 1998, seznam skladeb
8. Metla lidstva - 1999, seznam skladeb
9. Pili jsme a budem - 2000, seznam skladeb
10. Planeta vopic - 2002, seznam skladeb
11. Už se to smaží a peče - 2003, seznam skladeb
12. Kocovina - 2005, seznam skladeb
13. Dvanáctka - 2006, seznam skladeb
14. Johoho - 2008, seznam skladeb
15. Pojďme se napít - 2010, seznam skladeb
16. 20 let na tahu (2 CD) - 2012
17. Do bezvědomí - 2012, seznam skladeb
18. R.U.M. – 2014
19. Sudová přitažlivost – 2018
20. Haleluja – 2022

## Galerie

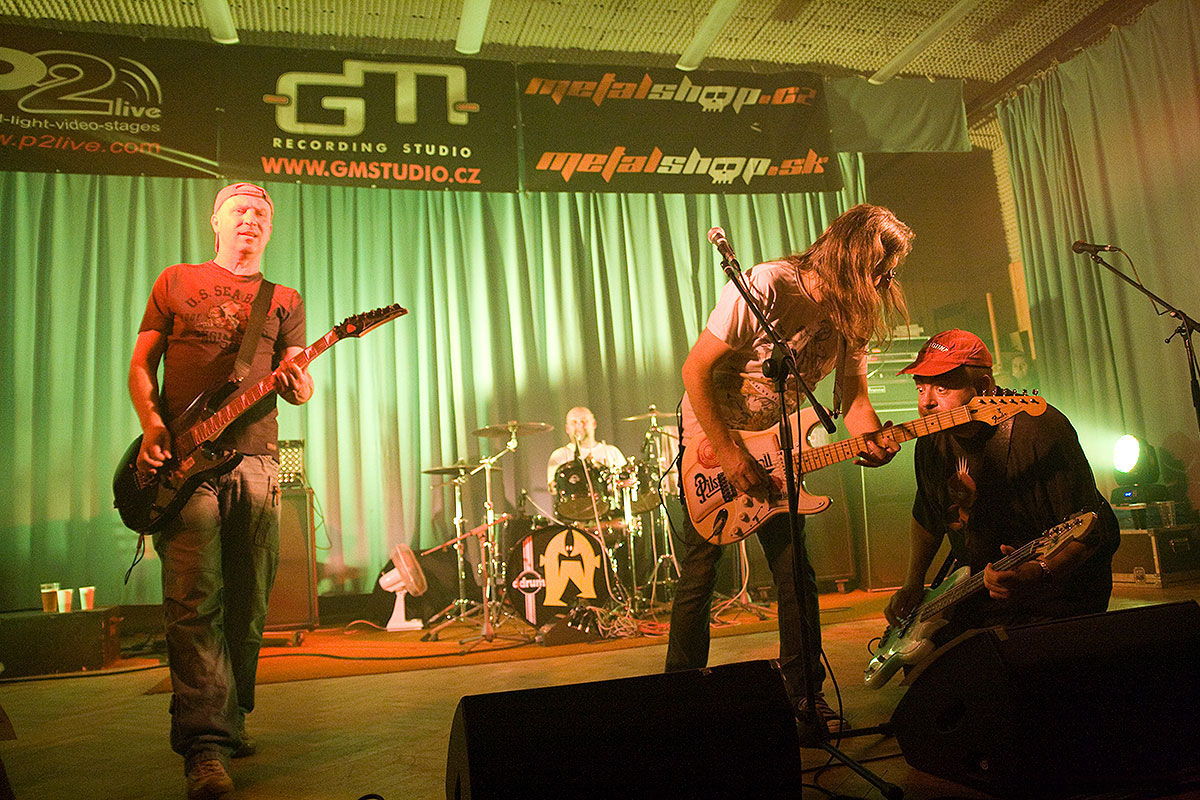
Alkehol 4. 11. 2010, Barrocko, Třinec
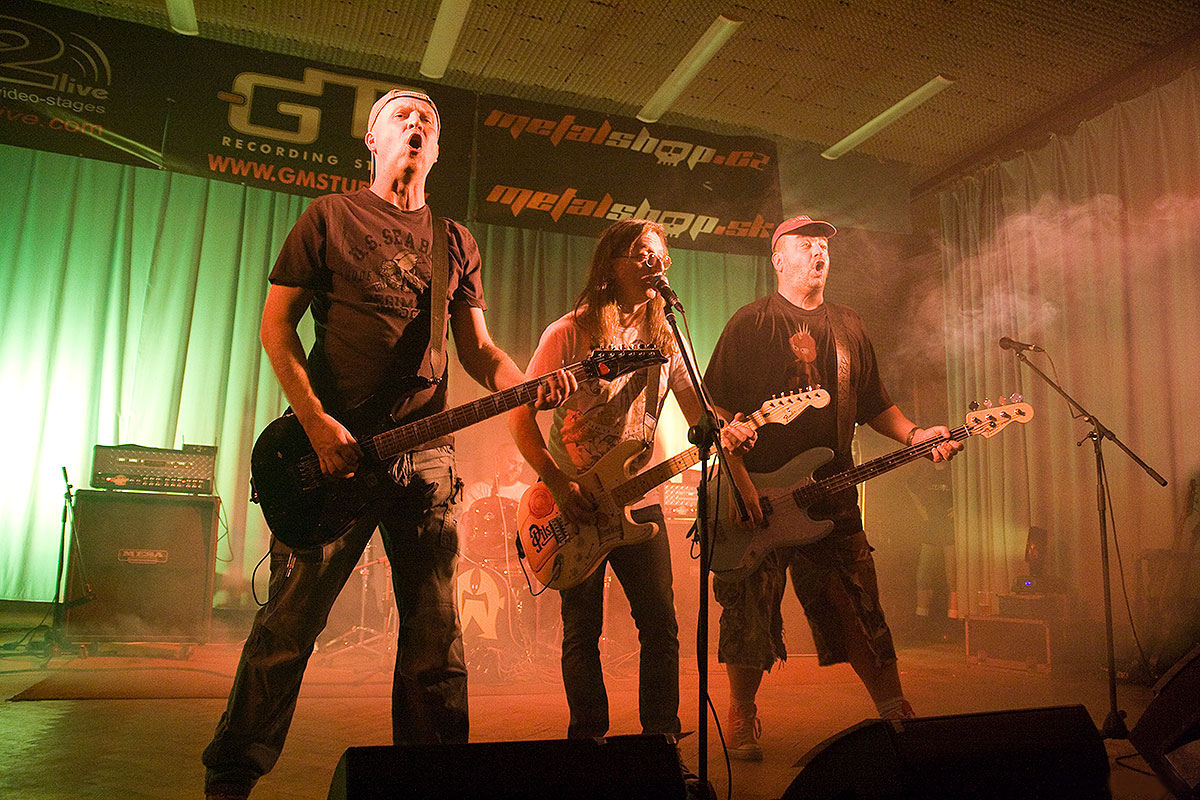
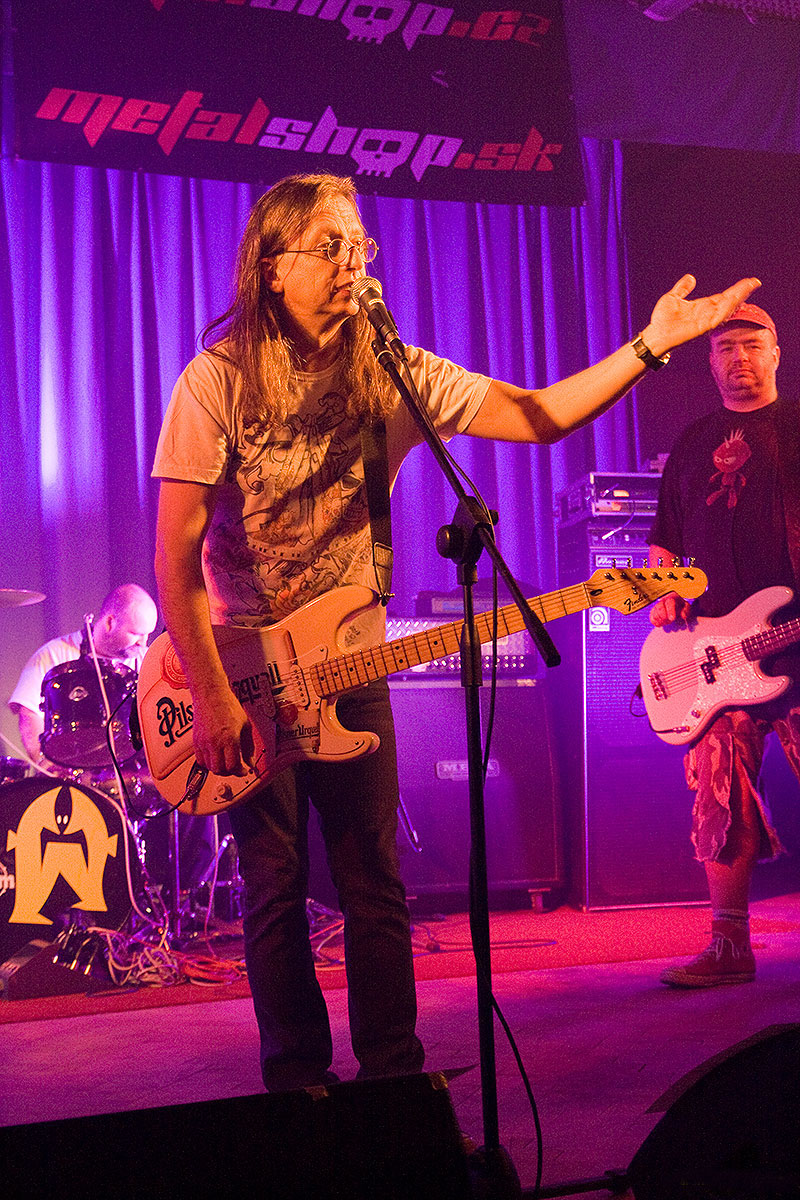
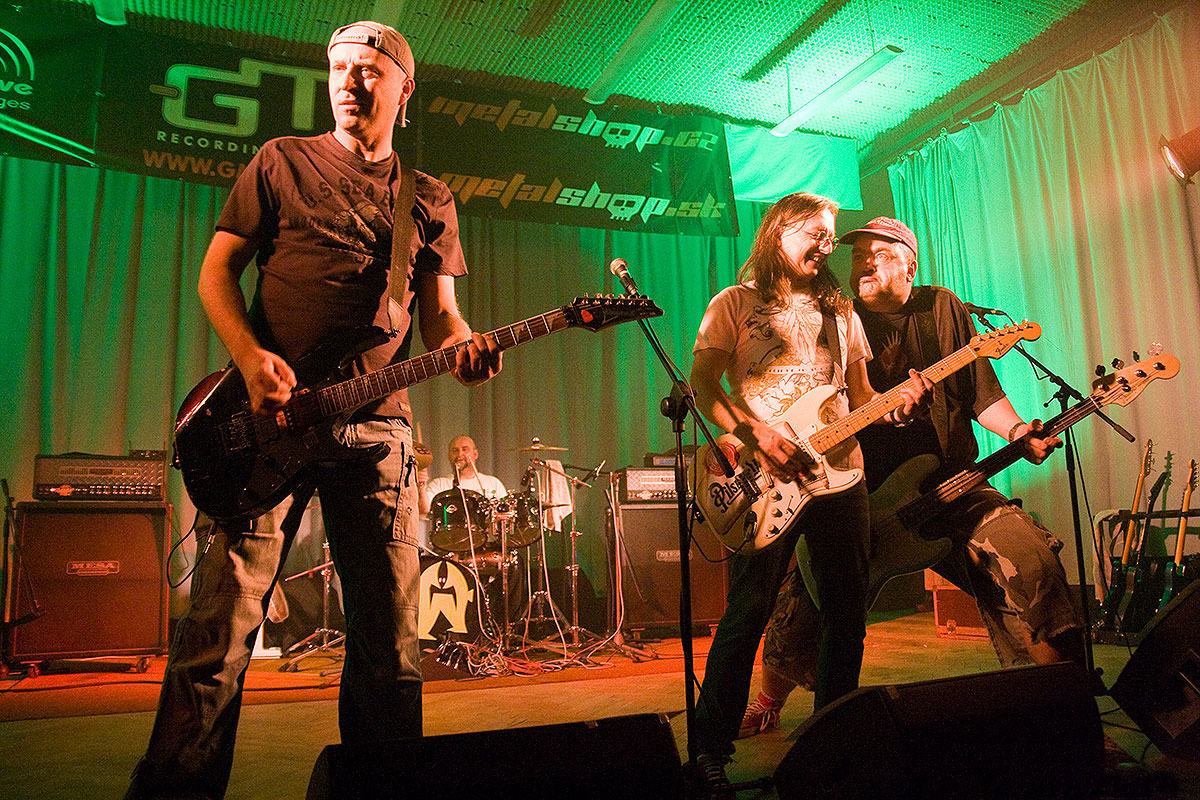